# Puerto de Cork
El Puerto de Cork (en inglés: Port of Cork) es el puerto principal que sirve el sur de Irlanda, al Condado de Cork y a la ciudad de Cork. Es el segundo puerto más activo en Irlanda y ofrece todos los seis modos de transporte, es decir, Ascensor en el despegue, Roll-on Roll-off, mercancías líquidos, mercancías secas, Break Bulk y Cruise. En 2012  9,05 m toneladas de carga se envían a través del puerto de Cork. El puerto cuenta con más de 10 espacios, en su mayoría de propiedad privada. El Puerto de Cork es una vasta zona y es el segundo puerto más grande en el mundo después de Puerto Jackson en Sídney, Australia.